# Nyckelhällsjön
Nyckelhällsjön är en sjö i Malung-Sälens kommun i Dalarna och ingår i Dalälvens huvudavrinningsområde. Sjön är 12 meter djup, har en yta på 1,28 kvadratkilometer och befinner sig 413,7 meter över havet. Sjön avvattnas av vattendraget Ällingån. Vid provfiske har bland annat abborre, gädda, lake och mört fångats i sjön.

## Delavrinningsområde
Nyckelhällsjön ingår i det delavrinningsområde (673793-136501) som SMHI kallar för Utloppet av Nyckelhällsjön. Medelhöjden är 419 meter över havet och ytan är 7,36 kvadratkilometer. Räknas de 2 avrinningsområdena uppströms in blir den ackumulerade arean 42,75 kvadratkilometer. Ällingån som avvattnar avrinningsområdet har biflödesordning 3, vilket innebär att vattnet flödar genom totalt 3 vattendrag innan det når havet efter 413 kilometer. Avrinningsområdet består mestadels av skog (22 procent) och sankmarker (57 procent). Avrinningsområdet har 1,39 kvadratkilometer vattenytor vilket ger det en sjöprocent på 18,9 procent.

## Fisk
Vid provfiske har följande fisk fångats i sjön:
- Abborre
- Gädda
- Lake
- Mört
- Siklöja